# スクリーム・アウト・フェスト
SCREAM OUT FEST(スクリーム・アウト・フェスト)は、TRIPLE VISION entertainment主催、クリエイティブマンプロダクション運営によるスクリーモ、メタルコア系のアーティストを集めたイベントである。
本項では、SCREAM OUT FEST前身のSCREAM OUT IN THE EASTおよびSCREAM OUT IN JAPAN、サブシリーズであるSCREAM OUT PARTY 2010についても記述する。

## 概要
2008年9月にTRIPLE VISION entertainment主催で行われた、同レーベル所属のUKのザ・ブラックアウトとUSのアレサナのダブル・ヘッドライン・ツアーの大阪公演SCREAM OUT IN THE EASTという公演名が名前の由来である。東京公演はクリエイティブマンプロダクションの企画による「NEW BLOOD VOL.66」として開催された。同ツアーは当初9月11日原宿アストロホール、9月12日心斎橋クラブドロップの2公演のみの予定であったが、前記の2公演が完売のため、急遽9月13日の渋谷サイクロンが追加公演として実施された。
2009年9月、チオドス、アレサナ、36クレイジーフィスツを招聘してSCREAM OUT IN JAPAN 2009が開催された。
2010年2月、初のSCREAM OUT FESTとなるSCREAM OUT FEST 2010が開催された。2日間にわたって行われ、海外バンドは主催であるTRIPLE VISION entertainmentからリリースされた3バンドを招聘し、若手の国内バンドが日替わりで出演した。
2010年12月には、国内外のエレクトロダンス・ロック系のアーティストを集めてSCREAM OUT PARTY 2010が東京と大阪で開催され、両公演とも完売となった。
2011年2月、SCREAM OUT FEST 2011が開催された。この年は会場を恵比寿リキッドルームに移し、1日限りの開催であった。
2012年2月、SCREAM OUT FEST 2012は再び渋谷クラブクアトロに会場を戻し、2日にわたり開催。
2013年2月、SCREAM OUT FEST 2013は初のSOLD OUTとなった。
2014年2月、会場を新木場スタジオコーストに移し1DAY開催, 当日大雪のため開催が危ぶまれた
2015年4〜5月  プレツアーとしてSCREAM OUT IGNITION TOURを東名阪で開催、全会場SOUL OUT
2015年6月、開催を2月から6月に変更、屋外にステージを追加し2ステージで開催、
2016年4月、プレツアーとしWAGE WARをヘッドライナーに迎え
SCREAM OUT FEST IGNITION - WAGE WAR JAPAN TOUR 2016  を東名阪にて開催
2016年6月、屋内にステージを設置、２ステージでの開催。SOUL OUTとなった。
2017年6月、会場を川崎 CLUB CITTA'に変更し1DAY開催。SOLD OUT
2017年9月、２回目となるスピンアウト企画 SCREAM OUT PARTY 2017を
渋谷duo MUSIC EXCHANGEにて開催　SOUL OUT
　　　　　　  ESKIMO CALLBOY (後にElectric Callboyに改名)のツアーを開催
2017年12月　主催のTRIPLE VISION entertainment 代表より2018年の開催を見送り
　　　　　　　イベントの終了を発表。　スピンアウト企画を含め10回の公演で幕を閉じた。

## 出演者/歴史

### SCREAM OUT IN THE EAST
開催日
- 2008/9/11(木) 東京・原宿アストロホール(NEW BLOOD VOL.66として開催)
- 2008/9/12(金) 大阪・心斎橋クラブドロップ(SCREAM OUT IN THE EAST)
- 2008/9/13(土) 東京・渋谷サイクロン

出演者
- ザ・ブラックアウト
- アレサナ

### SCREAM OUT IN JAPAN 2009
開催日
- 2009/2/17(火) 大阪・心斎橋クラブクアトロ
- 2009/2/18(水) 東京・恵比寿リキッドルーム

出演者
- チオドス
- アレサナ
- 36クレイジーフィスツ

### SCREAM OUT FEST 2010
開催日
- 2010/2/6(土) 東京・クラブクアトロ
- 2010/2/7(日) 東京・クラブクアトロ

出演者
- アレサナ
- ブレスザフォール
- ブロードウェイ
- CROSSFAITH
- Fear, and Loathing in Las Vegas(6日のみ)
- FEAR FROM THE HATE(7日のみ)

### SCREAM OUT PARTY 2010
開催日
- 2010/12/11(土) 東京・渋谷ザ・ゲーム
- 2010/12/12(日) 大阪・心斎橋クラブ・ビジョン

出演者
- ブリーズ・キャロライナ
- フォー・オール・ゾーズ・スリーピング
- Fear, and Loathing in Las Vegas
- NEW STRIKE ZIPPER
- NEW BREED

### SCREAM OUT FEST 2011
開催日
- 2011/2/19(土) 東京・恵比寿リキッドルーム

出演者
- ブレスザフォール
- アスキング・アレクサンドリア
- ザ・ワード・アライブ
- CROSSFAITH
- LOST
- HER NAME IN BLOOD

### SCREAM OUT FEST 2012
開催日
- 2012/2/18(土) 東京・渋谷クラブクアトロ
- 2012/2/19(日) 東京・渋谷クラブクアトロ

出演者
- ア・スカイリット・ドライヴ
- ウイ・ケイム・アズ・ロマンス
- ドリーム・オン、ドリーマー
- CROSSFAITH(18日のみ)
- NEW BREED(18日のみ)
- ASHLEY SCARED THE SKY(18日のみ)
- HER NAME IN BLOOD(19日のみ)
- FEAR FROM THE HATE(19日のみ)
- キバオブアキバ(19日のみ)

### SCREAM OUT FEST 2013
開催日
- 2013/2/16(土) 東京・渋谷クラブクアトロ
- 2013/2/17(日) 東京・渋谷クラブクアトロ

出演者
- オブ・マイス・アンド・メン
- ウォウ,イズ・ミー
- アイ・シー・スターズ
- HER NAME IN BLOOD(16日のみ)
- ASHLEY SCARED THE SKY(16日のみ)
- The Twisted Harbor Town(16日のみ)
- Each Of The Days(17日のみ)
- Noisemaker(17日のみ)
- ARTEMA(17日のみ)

### SCREAM OUT FEST 2014
開催日 
- 2014/2/9(日)東京 新木場スタジオコースト

出演者
- HER NAME IN BLOOD
- THE WORD ALIVE
- CRYSTAL LAKE
- Periphery
- Fear, and the Loathing in Las Vegas
- The Devil Wears Orada
- THE GAME SHOP  (OA )

### SCREAM OUT FEST 2015
開催日
- 2015/6/7(日)東京 新木場STUDIO COAST

出演者
- BREATHE CAROLINA
- ATTILA
- CAPTURE THE CROWN
- ARTEMA
- A CROWD OF REBELLION
- CRYSTAL LAKE / HENLEE
- HER NAME IN BLOOD
- LAST DAY DREAM
- KIBA OF AKIBA
- Sailing Before The Wind

### SCREAM OUT FEST 2016
開催日
- 6月5日（日）新木場STUDIO COAST

出演者
- BLESSTHEFALL
- MYKA RELOCATE
- ATTILA
- GET SCARED
- NOCTURNAL BLOODLUST
- a crowd of rebellion
- HER NAME IN BLOOD THE冠
- Survive Said The Prophet
- Another Story
- The GAME SHOP (DJ)
- NINJA CORE

### SCREAM OUT FEST 2017
開催日
- 2017/6/4(日)川崎 CLUB CITTA'

出演者
- BORN OF OSIRIS
- CHELSEA GRIN
- SYLAR
- NOCTURNAL BLOODLUST
- HER NAME IN BLOOD
- VICTIM OF DECEPTION
- FOAD
- Paledusk　（OA )
- DJ：yAmmy

### SCREAM OUT PARTY 2017
開催日
- 2017/9/17(日)渋谷duo MUSIC EXCHANGE

出演者
- ESKIMO CALLBOY
- NOISEMAKE
- PassCode
- MAKE MY DAY
- THE GAME SHOP
- キバオブアキバ